# Лас Эрас (станция метро)
«Лас Эрас» (исп. Las Heras) — станция Линии H метрополитена Буэнос-Айреса. Станция расположена пересечении проспектов Авенида Хенераль Лас Эрас и Авенида Пуэйрредон, между терминалом и станцией «Санта-Фе». Станция расположена в районе Реколета и является конечной станцией линии метро H.
Станция подземного типа с 2 боковыми платформами, двусторонняя. Верхняя часть станции, соединяет платформы с выходом на улицу. Станция имеет лестницы и эскалаторы, лифты; туалеты для инвалидов и общественный Wi-Fi.

## История
Её строительство началось 17 января 2012 года и станция была открыта 18 декабря 2015 года.

## Достопримечательности
Они находятся в непосредственной близости от станции:
- Инженерный факультет Университета Буэнос-Айреса
- Национальная библиотека Аргентины
  - Museo del Libro y de la Lengua
- Посольства Парагвая и США
- Кладбище Реколета
- Площадь Эмилио Митре
  - La Calesita de Daniel
- Площадь Республика Парагвай
- Госпиталь Ривадавия
- Музей Рока

## Галерея

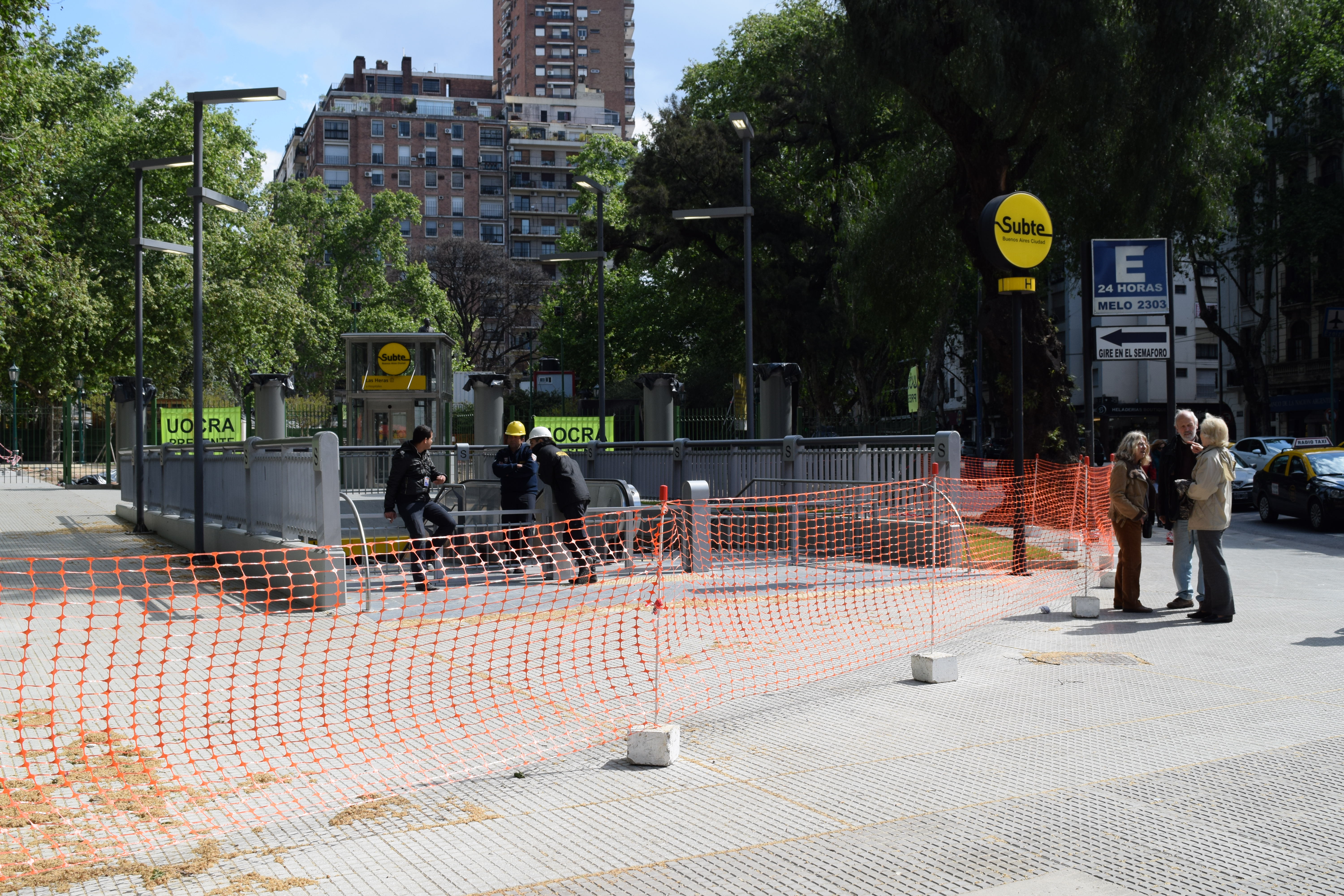
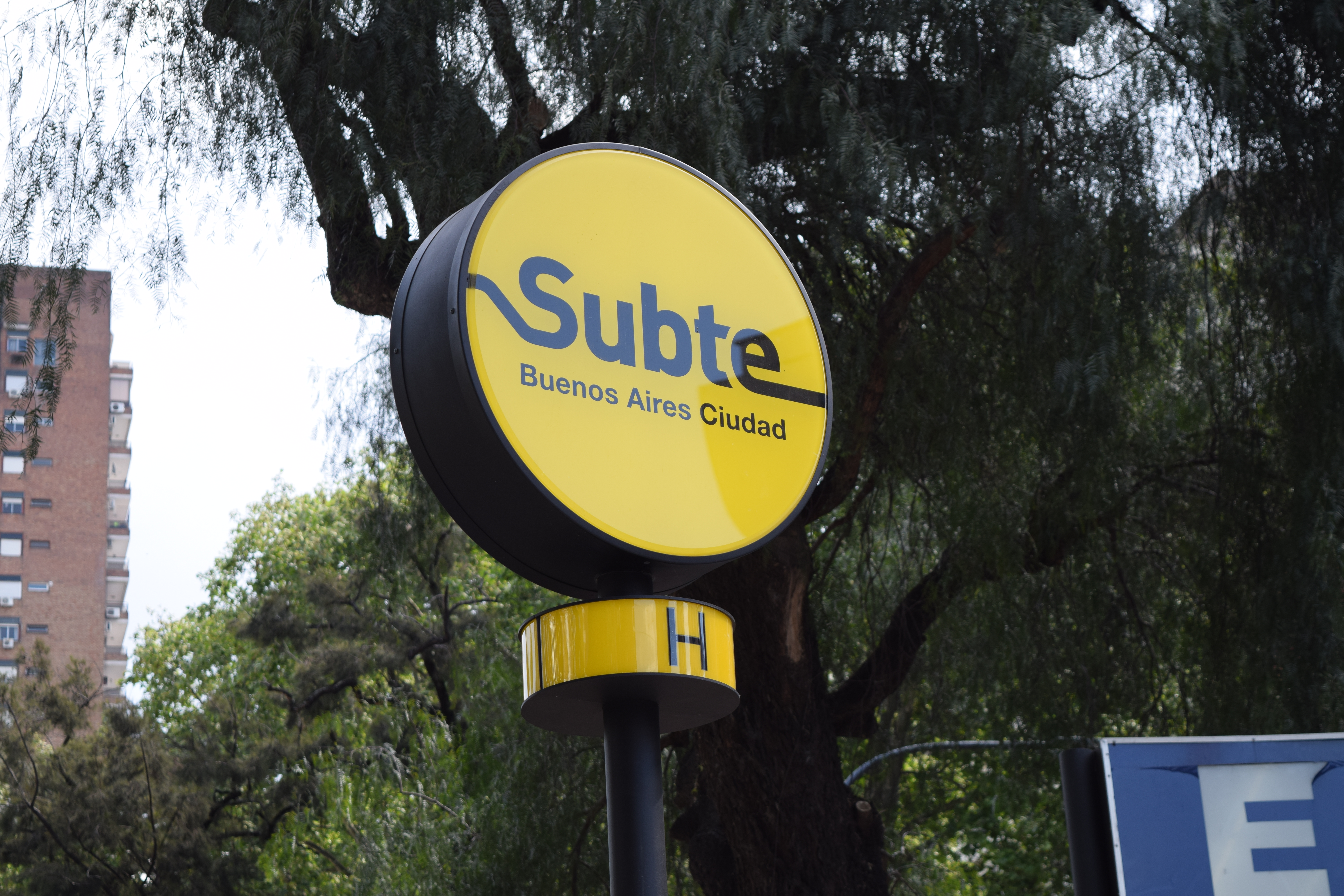
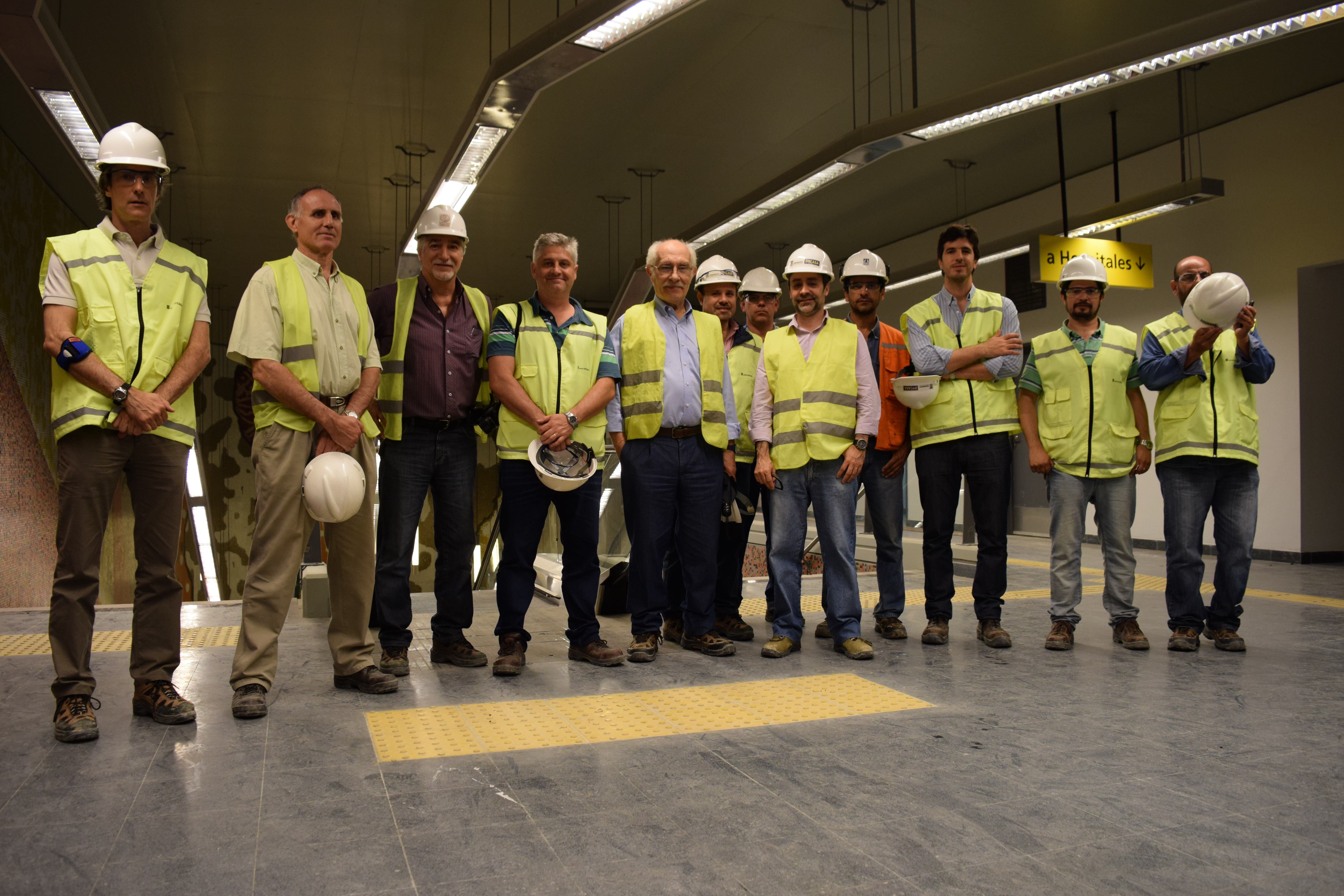